# Augusto Alves Ferreira
Monsenhor Augusto Alves Ferreira (Sapecado, distrito de São José do Rio Pardo, atual Divinolândia, 06 de março de 1947) é um sacerdote, professor, escritor e radialista católico. Exímio pregador e divulgador das aparições e milagres de Nossa Senhora Rosa Mística, ficou popular em todo o Brasil por descer de tirolesa dentro de uma igreja enquanto uma missa era celebrada. Além disso, Monsenhor Augusto é um conhecido clérigo da Diocese de São João da Boa Vista, tendo nela desenvolvido importantes serviços pastorais e servido como promotor de justiça na causa de beatificação do Beato Donizetti e de outros Servos de Deus. É, também, entalhador de madeira, esculpiu o altar e a via sacra da Igreja da Imaculada Conceição de Columbia, no estado de Illinois, nos Estados Unidos e os báculos de diversos bispos e cardeais brasileiros.

## Biografia
Augusto nasceu em Divinolândia, interior do estado de São Paulo, filho de José Alves Ferreira e Amélia de Paiva Ferreira. Para ajudar a família, trabalhou em armazéns de batata, fazendo caixas de batata. 
Desde pequeno Augusto se mostrou muito inteligente, e terminando os estudos em Divinolândia, foi estudar em São José do Rio Pardo, onde fez os seus estudos ginasiais. Quando terminou o ginásio, se espelhando no então padre de Divinolândia seguiu para o Seminário Menor de Brodowski, onde fez o colegial. Terminado o colegial, fez os cursos de teologia, filosofia e pedagogia no Seminário Central do Ipiranga, em São Paulo, e se ordenou padre em 17 de dezembro de 1972. Logo após a sua ordenação, foi, por um ano, reitor do mesmo Seminário Central do Ipiranga, onde havia estudado. A pedido de seu bispo, Dom Tomás Vaquero, seguiu para Mococa, onde foi vigário paroquial da Paróquia São Sebastião, e logo depois a pedido de Monsenhor José Fuccioli foi para Pinhal, chegando em 1975,onde está até os dias atuais. No ano de 1976, foi para St. Louis, nos Estados Unidos, onde cursou e se graduou em parapsicologia pela universidade daquela cidade. O então Padre Augusto prestou à Igreja da Imaculada Conceição de Columbia, IL, serviços de marceneiro, trabalhos que podem ser encontrados até hoje no templo. 
Retornando a Espírito Santo do Pinhal, cuidou de Monsenhor Fuccioli como se ele fosse seu pai, e quando este foi chamado à plenitude em 30 de julho de 1980, Padre Augusto assumiu a Paróquia do Divino Espírito Santo e Nossa Senhora das Dores, e é seu pároco desde 08 de setembro de 1980 (44 anos). Em 1991, Dom Tomás Vaquero, não tinha em seu clero monsenhores, pois os cinco que a diocese possuía (Monsenhor José Jerônimo Balbino Fuccioli, Monsenhor Antônio David, Monsenhor Adauto Vitalli, Monsenhor Demóstenes Paraná Brasil Pontes e Monsenhor Celestino Garcia) já haviam falecido, então, o bispo pediu ao Papa João Paulo II que concedesse títulos de monsenhor a cinco padres do seu clero, que foram Padre Augusto Alves Ferreira, Padre Denizar Coelho, Padre Décio Ravagnani, Padre Orlando Panacci e Padre Renato Artamendi.
Eloquente e amigo do povo que lhe foi confiado, celebrou incalculáveis matrimônios e tornou diversas criaturas filhas de Deus pelo batismo. Encantando multidões, Monsenhor Augusto é um grande esteio não apenas do catolicismo em Espírito Santo do Pinhal, mas também da diocese em que, desde sua ordenação, está incardinado.

## Inovações e Tirolesa
Na Semana Santa de 2001, Monsenhor Augusto comandou a procissão do encontro doloroso em cima de uma cruz carregada por fiéis. 
Monsenhor Augusto sempre foi um presbítero que gostou de inovar. Promove todos os anos desde que assumiu a paróquia a "Chegada de Nossa Senhora Aparecida", e ela chegou de uma maneira inédita a cada ano, como carro de corrida, tanque de guerra, helicóptero, barco, etc. 
Seu grande feito se deu em 13 de novembro de 2017, quando Augusto começou a missa com uma entrada de tirolesa pela Igreja Matriz do Divino Espírito Santo e Nossa Senhora das Dores segurando nos braços uma imagem de Nossa Senhora da Rosa Mística. Os bombeiros de Espírito Santo do Pinhal assistiram a aventura do padre, e o mesmo junto à sua equipe montou toda a estrutura necessária, saindo do coro da igreja e indo até quase o altar. O fato se realizou três vezes naquele dia, nos horários em que Monsenhor Augusto preside missas em honra à Rosa Mística. Ganhou destaque nacional, sendo o fato veiculado em mídias de grande circulação no país como o jornal O Estado de S. Paulo, em sua edição virtual e em 12 de dezembro de 2017 na sua edição impressa. Foi veiculado também pelos jornais Correio Braziliense, O Globo, Voz da Bahia, Metrópoles, Tribuna Online, Gazeta, Gauchazh, UOL, Catraca Livre, dentre outros, além de muitas páginas no Facebook que divulgaram a notícia, dentre elas a Fatos Desconhecidos.

## Obras
2002 - "Maria na intimidade"